# Колесов Орест Андрійович
Орест Андрійович Колесов (12 вересня 1926 , Сталін  — невідомо ) — український радянський діяч, міністр вугільної промисловості УРСР. Депутат Верховної Ради СРСР 9-го скликання. Член ЦК КПУ в 1976–1981 р. Доктор технічних наук (1995), академік Академії інженерних наук України.

## Біографія
Народився в родині шахтаря.
Трудову діяльність розпочав у 1943 році слюсарем розрізу № 2 тресту «Богуславуголь» Свердловської області РРФСР.
У 1944 році поступив у Свердловський гірничий інститут, потім перейшов у Донецький індустріальний інститут, який закінчив у 1950 році, отримавши спеціальність гірничого інженера з розробки родовищ корисних копалини.
У 1950–1954 роках — помічник начальника дільниці шахти, начальник виробничо-технічної частини копальні, начальник дільниці вугільного комбінату «Дальстроя», заступник начальника відділу управління «Дальстройуголь» РРФСР.
Член КПРС з 1953 року.
У 1954–1963 роках — заступник головного інженера, головний інженер, начальник низки шахт тресту «Октябрвугілля» Сталінської області.
У 1963–1974 роках — керуючий тресту «Макіїввугілля», начальник комбінату «Макіїввугілля» Донецької області. У 1973 році навчався в Інституті управління народним господарством СРСР.
У лютому — травні 1974 року — 1-й заступник міністра вугільної промисловості Української РСР.
4 травня 1974 — 13 грудня 1978 року — міністр вугільної промисловості Української РСР.
У грудні 1978 — 1995 року — директор Макіївського науково-дослідного інституту з безпеки робіт у гірничій промисловості Донецької області.
У 1995—2003 роках — завідувач відділу перспективного розвитку та науково-дослідницької діяльності конструкторських розроблень Центрального штабу Державної воєнізованої гірничо-рятувальної служби у місті Донецьку.
У 2003—2009 роках — завідувач відділу нормативних документів, з 2009 року — радник начальника Донецького експертно-технічного центру Держгірнпромнагляду України.
Потім — на пенсії у Донецьку.

## Нагороди
- орден Леніна
- два ордени Трудового Червоного Прапора
- почесна грамота Президії Верховної Ради СРСР
- кавалер знаку «Шахтарська слава» 1-3-го ст.
- лауреат премії Ради Міністрів СРСР
- медалі